# Jan Nuyts (balletpedagoog)
Jan Nuyts (Antwerpen, 13 december 1949) is een Belgisch danser en balletpedagoog.
Hij verkreeg zijn opleiding aan het Stedelijk Instituut van Ballet in zijn geboorteplaats. Daarna sloot hij zich aan bij diverse balletgroepen:
- 1967-1969: Koninklijke Vlaamse Opera
- 1969-1971: Nederlands Dans Theater (solist, samen met Rita Poelvoorde)
- 1971-1979: Ballet van de XXste Eeuw (solist)
- 1979-1980: Koninklijk Ballet van Vlaanderen
- artistiek directeur van Prix de Lausanne
- 1999-2005: Yuu Kikaku in Japan (artistiek directeur)
- vanaf 2005: leider van het Koninklijk Ballet van Vlaanderen, samen met Kathryn Bennetts; in eerste instantie voor een periode van 5 jaar, maar Nuyts kreeg in 2006 ontslag en werd
- vanaf 2006 trainer Koninklijke Balletschool Antwerpen.

In 1968 won hij samen met Rita Poelvoorde de prijs voor het beste danspaar op een wedstrijd in het Bulgaarse Vanra. In 1997 zijn Alicia Borghten en Jan Nuyts de eerste winnaars van de Dansprijs Mathilde Schroyens.
Hij was tevens leraar aan de Mudrasschool voor dans van Maurice Béjart te Brussel en vanaf midden jaren tachtig aan de Rosella Hightower School in Canada.